# Komuna e Kërrabës
Komuna e Kërrabës är en kommun i Albanien.   Den ligger i prefekturen Qarku i Tiranës, i den centrala delen av landet, 16 km sydost om huvudstaden Tirana.
```
Runt Komuna e Kërrabës är det ganska tätbefolkat, med 
192
 invånare per kvadratkilometer.
[
2
]
```